# Carolinas International Tennis 1974
Il Carolinas International Tennis 1974  è stato un torneo di tennis giocato su terra verde. È stata la 4ª edizione del Carolinas International Tennis, che fa parte del Commercial Union Assurance Grand Prix 1974. Si è giocato a Charlotte negli Stati Uniti, dal 15 al 21 aprile 1974.

## Campioni

### Singolare
Jeff Borowiak ha battuto in finale  Dick Stockton con il punteggio di 6–4, 5–7, 7–6

### Doppio
Buster Mottram /  Raúl Ramírez hanno battuto in finale  Owen Davidson /  John Newcombe con il punteggio di 6–3, 1–6, 6–3